# King of the Castle
King of the Castle é um filme de drama mudo produzido no Reino Unido e lançado em 1926.